# 그대는 나의 원앙
《그대는 나의 원앙》(错点鸳鸯)은 2012년 방송되었던 중국의 드라마이다.

## 소개
- 위기의 부부, 하나 되다

## 등장 인물
- 자오리잉 - 양의류 역
- 치지 (戚迹) - 석무기 역
- 한동 (韩栋) - 석무흔 역
- 주방 (周放) - 양옥석 역
- 곽동동 (郭冬冬) - 석무개 역
- 엽조신 (叶祖新) - 냉강 역
- 송일 (宋轶) - 진추우 역
- 장천 (郑茜) - 석무가 역
- 황령 (Isabelle Huang) - 소청 역
- 다이춘룽 - 소태태 역